# N-terminus

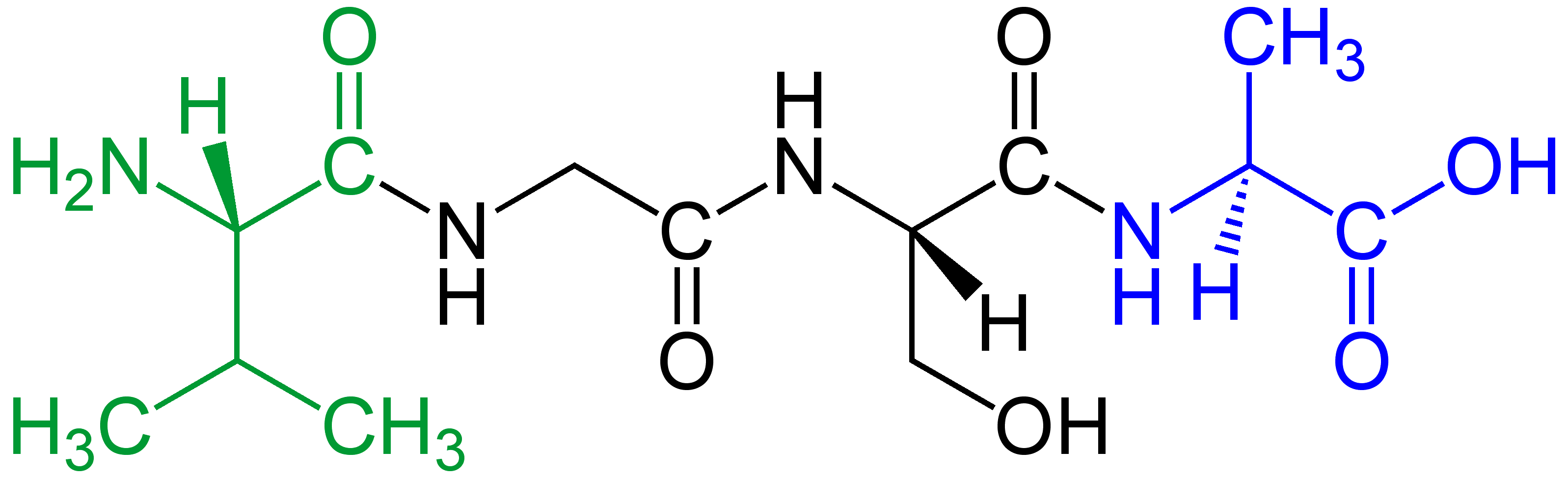
Een tetrapeptide (in dit geval de sequentie Val-Gly-Ser-Ala) met het groen-gemarkeerde N-terminale α-aminozuur (in het voorbeeld L-valine) en het blauw-gemarkeerde C-terminale α-aminozuur (in het voorbeeld L-alanine)

De N-terminus of aminoterminus is het begin van een eiwit of een polypeptide en bestaat uit een aminozuur en een ongebonden aminogroep (R-NH2; in organismen: R-NH3+). De naam duidt op het stikstofatoom van de vrije aminogroep.
Met de N-terminus start de eiwitsynthese op het ribosoom. De aminogroep blijft ongebonden, terwijl de carboxygroep (COOH; in organismen: COO−) via een peptidebinding aan het volgende aminozuur wordt vastgemaakt. Doordat de R-NH3+-groep een hoge ladingsdichtheid heeft, komt deze normaal gezien voor aan de buitenzijde van het eiwit, waar de groep wordt gestabiliseerd door waterstofbruggen met water.
Een polypeptideketen heeft aan de andere zijde een ongebonden carboxygroep, de C-terminus. Conventioneel wordt een peptide zodanig getekend dat de N-terminus links staat.